# GMC Yukon
Il GMC Yukon è un SUV di grossa taglia e cilindrata prodotto dal gruppo statunitense General Motors dagli anni novanta. Oltre che per il modello commercializzato con il marchio GMC, la stessa piattaforma è usata anche per le molto simili Chevrolet Tahoe e Cadillac Escalade.